# Кара-Кенгир
Кара-Кенгир (на казахски: Қаракеңгір; на руски: Кара-Кенгир) е река протичаща в западната част на Карагандинска област на Казахстан, десен приток на Саръсу. Дължина 295 km. Площ на водосборния басейн 18 400 km².
Река Кара-Кенгир води началото си от северната част на хребета Улутау (в западната част на Казахската хълмиста земя), на 632 m н.в., на 5 km източно от езерото Баракол. По цялото си протежение тече в южна посока в тясна (0,1 – 0,5 km) долина с ширина на коритото от 10 до 30 m. Влива се отдясно в река Саръсу, на 280 m н.в., на около 50 km южно от град Жезказган и се явява нейния най-голям и единствен постоянен приток. През лятото на отделни участъци пресъхва. Основни притоци: Саръ-Кенгир (ляв); Карагандъ, Жиландъ, Жезди (десни). Има предимно снежно подхранване. Среден годишен отток при устието на река Жиландъ 3,51 m³/sec. В долното течение на Кара-Кенгир е разположен град Жезказган, в границите на който през 1952 г. е изградена преградната стена на Кенгирското водохранилище, водите на което се използват за промишлено водоснабдяване.